# William Ewart Gladstone
William Ewart Gladstone (ur. 29 grudnia 1809 w Liverpoolu, zm. 19 maja 1898 w zamku Hawarden, Flintshire, Walia) – brytyjski polityk należący do Partii Liberalnej, premier Wielkiej Brytanii (w latach 1868–1874, 1880–1885, 1886 i 1892–1894).
Zdecydowane zwycięstwo liberałów (koalicji wigów i zwolenników Peela), osiągnięte dzięki nowej ordynacji wyborczej, umożliwiło Gladstone’owi stłumienie rozruchów w Irlandii i wprowadzenie w życie trzeciej reformy ordynacji wyborczej, jednak wkrótce zmuszony został do złożenia dymisji z powodu niemożności uchwalenia budżetu. Proponowane przez Gladstone’a wprowadzenie samorządu dla Irlandii doprowadziło do rozłamu wśród liberałów.
W czasie czwartej kadencji Gladstone miał już pozycję nestora brytyjskiej sceny politycznej. Przygotował ustawę o samorządzie irlandzkim, jednak zrezygnował ze stanowiska po odrzuceniu jej przez Izbę Lordów.

## Wczesne lata życia i początki kariery politycznej
Był czwartym synem sir Johna Gladstone’a, 1. baroneta, i Anne MacKenzie Robertson. Przyszły premier dorastał w Liverpoolu. W latach 1816–1821 pobierał nauki w szkole parafialnej przy kościele św. Tomasza w Seaforth. W 1821 r. rozpoczął naukę w Eton College. W 1828 r. rozpoczął studia w Christ Church na Uniwersytecie Oksfordzkim. Na studiach był przewodniczącym Oxford Union.

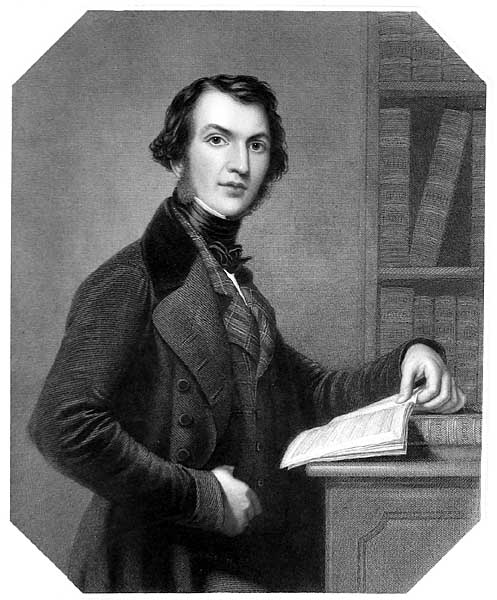
Gladstone w latach 30. XIX w.

Po studiach wyruszył wraz z bratem Johnem w podróż po Europie. Odwiedził Belgię, Francję, Niemcy i Włochy. Po powrocie do Wielkiej Brytanii William uzyskał w 1832 r. mandat parlamentarny z okręgu Newark. W 1833 r. został przyjęty do korporacji prawniczej Lincoln’s Inn, ale w 1839 r. zażądał wycofania swojego nazwiska z listy członków korporacji.
W początkach swej kariery politycznej Gladstone należał do skrajnych konserwatystów (Torysi), którzy sprzeciwiali się reformom wigowskiego gabinetu Greya oraz zniesieniu niewolnictwa. W grudniu 1834 r. został młodszym lordem skarbu w pierwszym rządzie Roberta Peela. Po miesiącu został przeniesiony na stanowisko podsekretarza stanu w Ministerstwie Wojny i Kolonii. Pozostał na tym stanowisku do upadku rządu w kwietniu 1835 r.
Gladstone opublikował swoją pierwszą książkę, The State in its Relations with the Church, w 1838 r. Rok później poślubił Catherine Glynne. Miał z nią ośmioro dzieci, w tym polityków Williama, Herberta i Henry’ego. We wrześniu 1842 r. utracił palec wskazujący u lewej ręki, kiedy wypaliła czyszczona przez niego broń.

## W rządzie
W 1841 r. został wiceprzewodniczącym Zarządu Handlu, w 1843 r. stanął na jego czele, ale w 1845 r.  zrezygnował, a po kilku miesiącach wrócił na stanowisko ministra wojny i kolonii. W 1846 r. rząd Peela upadł w wyniku sporu o ustawy zbożowe. Doszło do rozłamu w Partii Konserwatywnej, którą opuścili Peel i jego zwolennicy (tzw. Peelites). Wśród nich znalazł się również Gladstone, który po śmierci Peela w 1850 r. stanął na czele jego zwolenników w Izbie Gmin.

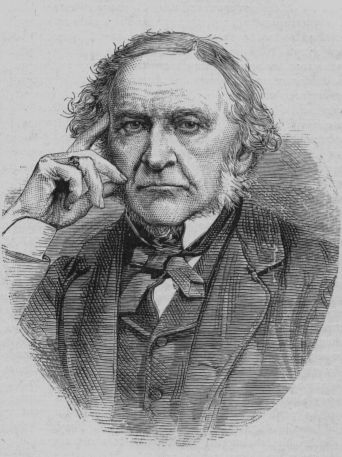
William Ewart Gladstone

Gladstone przegrał wybory parlamentarne 1846 r. W 1847 r. wygrał wybory uzupełniające w okręgu Oxford University. Od 1865 r. reprezentował South Lancashire. W latach 1868–1880 był deputowanym z okręgu Greenwich, a w latach 1880–1895 z okręgu Midlothian.
W 1852 r. Gladstone został kanclerzem skarbu w rządzie lorda Aberdeena. Bezskutecznie usiłował doprowadzić do likwidacji podatku dochodowego. Pozostał na tym stanowisku, kiedy w 1855 r. premierem został lord Palmerston, ale zrezygnował po kilku tygodniach. Na poprzednie stanowisko wrócił w 1859 r. Wcześniej był krótko Wysokim Komisarzem na Wyspach Jońskich. W 1865 r. został dodatkowo przewodniczącym Izby Gmin. Na obu tych stanowiskach pozostał do upadku rządu w 1866 r.
Gladstone dał się w tym czasie poznać jako zwolennik wolnego handlu i reformy wyborczej. W 1866 r. przedstawił projekt reformy wyborczej, który jednak nie został uchwalony.

## Premier
Po rezygnacji lorda Russella w 1867 r. Gladstone stanął na czele Partii Liberalnej. Po jej zwycięstwie w wyborach 1868 r. został premierem Wielkiej Brytanii. W latach 1873–1874 był dodatkowo kanclerzem skarbu. W tym czasie przeprowadzono rozdział Kościoła Irlandii od państwa (1869) oraz wprowadzono zasadę tajności głosowania (1872). Zreformowano armię, służbę cywilną i samorząd. Gladstone pozostał premierem do wyborczego zwycięstwa konserwatystów w 1874 r. Po wyborach na krótko zrezygnował z przewodzenia Partii Liberalnej.

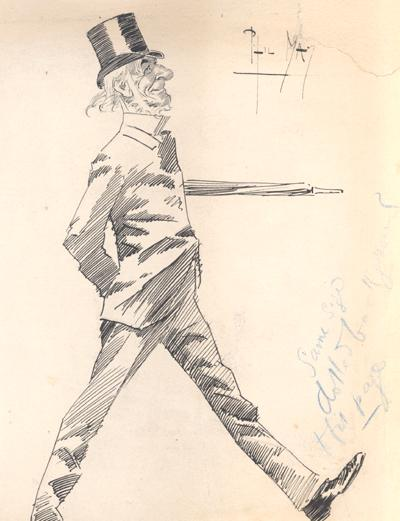
William Gladstone

Partia Liberalna powróciła do władzy w 1880 r. Królowa Wiktoria, która nie lubiła Gladstone’a, zaproponowała stanowisko premiera lordowi Hartingtonowi, ale ten odmówił. Premierem został więc Gladstone. W latach 1880–1882 był również kanclerzem skarbu. Był przeciwnikiem agresywnej polityki kolonialnej. Za jego rządów zakończono wojnę w Afganistanie i Afryce Południowej. W 1882 r. doprowadził jednak do zbrojnej interwencji w Egipcie.
Gladstone zrezygnował ze stanowiska premiera w 1885 r., kiedy obarczono go winą za śmierć generała Gordona w Chartumie. Powrócił do władzy w 1886 r. Dodatkowo został również Lordem Tajnej Pieczęci. Ponieważ liberałowie nie posiadali większości w parlamencie, do sprawowania rządów potrzebne były im głosy irlandzkich nacjonalistów. Ceną Irlandczyków za poparcie gabinetu było przyznanie Irlandii autonomii. Rząd przedstawił projekt Home Rule Bill, ale upadł on w drugim czytaniu i przyczynił się rozłamu w Partii Liberalnej. Gladstone zrezygnował ze stanowiska premiera jeszcze w 1886 r.
Czwarty i ostatni raz Gladstone był premierem w latach 1892–1894. Ponownie próbował doprowadzić do uchwalenia Home Rule Bill, znów odrzuconej przez parlament. Zrezygnował w marcu 1894 r. W Izbie Gmin zasiadał jeszcze przez rok. Zmarł w 1898 r. i został pochowany w Opactwie Westminsterskim.

## Gabinet Williama Ewarta Gladstone’a

### Pierwszy gabinet, grudzień 1868 – luty 1874
- premier, pierwszy lord skarbu: William Ewart Gladstone
- lord kanclerz: William Wood, 1. baron Hatherley
- lord przewodniczący Rady: George Robinson, 1. markiz Ripon
- lord tajnej pieczęci: John Wodehouse, 1. hrabia Kimberley
- minister spraw wewnętrznych: Henry Bruce
- minister spraw zagranicznych: George Villiers, 4. hrabia Clarendon
- minister kolonii: Granville Leveson-Gower, 2. hrabia Granville
- minister wojny: Edward Cardwell
- minister ds. Indii: George Campbell
- kanclerz skarbu: Robert Lowe
- pierwszy lord Admiralicji: Hugh Childers
- przewodniczący Zarządu Handlu: John Bright
- przewodniczący Rady Praw Ubogich: George Goschen
- poczmistrz generalny: Spencer Cavendish, markiz Hartington
- główny sekretarz Irlandii: Chirster Fortescue

Zmiany
- lipiec 1870 r. – lord Granville zastępuje lorda Clarendona na stanowisku ministra spraw zagranicznych, lord Kimberley zastępuje lorda Granville’a na stanowisku ministra kolonii, lord Halifax zastępuje lorda Kimberleya na stanowisku lorda tajnej pieczęci, wiceprzewodniczący Komitetu Edukacji William Edward Forster wchodzi w skład gabinetu
- styczeń 1871 r. – Chichester Fortescue zastępuje Johna Brighta na stanowisku przewodniczącego Zarządu Handlu, lord Hartington zastępuje Fortescue na stanowisku Głównego Sekretarza Irlandii, następcy Hartingtona na stanowisku poczmistrza generalnego nie wchodzą w skład gabinetu
- marzec 1871 r. – George Goschen zastępuje Hugh Childersa na stanowisku pierwszego lorda Admiralicji, James Stansfeld zastępuje Goschena na stanowisku przewodniczącego Rady Praw Ubogich
- sierpień 1872 r. – Hugh Childers zostaje członkiem gabinetu jako Kanclerz Księstwa Lancaster
- październik 1872 r. – lord Selborne zastępuje lorda Hatherleya na stanowisku lorda kanclerza
- sierpień 1873 r. – Henry Bruce (jako lord Aberdare) zastępuje lorda Ripona na stanowisku Lorda Przewodniczącego Rady, Robert Lowe zastępuje Aberdare’a na stanowisku ministra spraw wewnętrznych, Gladstone zastępuje Lowe’a na stanowisku kanclerza skarbu
- wrzesień 1873 r. – John Bright zastępuje Hugh Childersa na stanowisku Kanclerza Księstwa Lancaster

### Drugi gabinet, kwiecień 1880 – czerwiec 1885
- premier, pierwszy lord skarbu, kanclerz skarbu: William Ewart Gladstone
- lord kanclerz: Roundell Palmer, 1. hrabia Selborne
- lord przewodniczący Rady: John Spencer, 5. hrabia Spencer
- lord tajnej pieczęci: George Campbell
- minister spraw wewnętrznych: William Vernon Harcourt
- minister spraw zagranicznych: Granville Leveson-Gower, 2. hrabia Granville
- minister kolonii: John Wodehouse, 1. hrabia Kimberley
- minister wojny: Hugh Childers
- minister ds. Indii: Spencer Cavendish, markiz Hartington
- pierwszy lord Admiralicji: Thomas Baring, 1. hrabia Northbrook
- przewodniczący Zarządu Handlu: Joseph Chamberlain
- przewodniczący Rady Samorządu Lokalnego: John George Dodson
- kanclerz Księstwa Lancaster: John Bright
- główny sekretarz Irlandii: William Edward Forster

Zmiany
- maj 1881 r. – lord Carlingford zastępuje księcia Argyll na stanowisku lorda tajnej pieczęci
- kwiecień 1882 r. – lord Spencer zostaje dodatkowo lordem namiestnikiem Irlandii
- maj 1882 r. – William Edward Forster odchodzi z gabinetu, jego następcy na stanowisku Głównego Sekretarza Irladnii nie wchodzą w skład gabinetu
- lipiec 1882 r. – lord Kimberley zastępuje Johna Brighta na stanowisku Kanclerza Księstwa Lancaster
- grudzień 1882 r. – Hugh Childers zastępuje Gladstone’a na stanowisku kanclerza skarbu, lord Hartington zastępuje Childersa na stanowisku ministra wojny, lord Kimberley zastępuje Hartingtona na stanowisku ministra ds. Indii, lord Derby zastępuje Kimberleya na stanowisku ministra kolonii, John Dodson zastępuje Kimberleya na stanowisku Kanclerza Księstwa Lancaster, Charles Dilke zastępuje Dodsona na stanowisku przewodniczącego Rady Samorządu Lokalnego
- marzec 1883 r. – lord Carlingford zastępuje lorda Spencera na stanowisku Lorda Przewodniczącego Rady
- październik 1884 r. – George Trevelyan zastępuje Johna Dodsona na stanowisku Kanclerza Księstwa Lancaster
- marzec 1895 r. – lord Rosebery zastępuje lorda Carlingforda na stanowisku lorda tajnej pieczęci, poczmistrz generalny George Shaw-Lefevre wchodzi w skład gabinetu

### Trzeci gabinet, luty – sierpień 1886
- premier, pierwszy lord skarbu, lord tajnej pieczęci: William Ewart Gladstone
- lord kanclerz: Farrer Herschell, 1. baron Herschell
- lord przewodniczący Rady: John Spencer, 5. hrabia Spencer
- minister spraw wewnętrznych: Hugh Childers
- minister spraw zagranicznych: Archibald Primrose, 5. hrabia Rosebery
- minister kolonii: Granville Leveson-Gower, 2. hrabia Granville
- minister wojny: Henry Campbell-Bannerman
- minister ds. Indii: John Wodehouse, 1. hrabia Kimberley
- kanclerz skarbu: William Vernon Harcourt
- pierwszy lord Admiralicji: George Robinson, 1. markiz Ripon
- przewodniczący Zarządu Handlu: Anthony Mundella
- przewodniczący Rady Samorządu Lokalnego: Joseph Chamberlain
- główny sekretarz Irlandii: John Morley
- minister ds. Szkocji: George Trevelyan

Zmiany
- kwiecień 1886 r. – James Stansfeld zastępuje Josepha Chamberlaina na stanowisku przewodniczącego Rady Samorządu Lokalnego, lord Dalhousie zastępuje George’a Trevelyana na stanowisku ministra ds. Szkocji

### Czwarty gabinet, sierpień 1892 – marzec 1894
- premier, pierwszy lord skarbu, lord tajnej pieczęci: William Ewart Gladstone
- lord kanclerz: Farrer Herschell, 1. baron Herschell
- lord przewodniczący Rady, minister ds. Indii: John Wodehouse, 1. hrabia Kimberley
- minister spraw wewnętrznych: Herbert Henry Asquith
- minister spraw zagranicznych: Archibald Primrose, 5. hrabia Rosebery
- minister kolonii: George Robinson, 1. markiz Ripon
- minister wojny: Henry Campbell-Bannerman
- kanclerz skarbu: William Vernon Harcourt
- pierwszy lord Admiralicji: John Spencer, 5. hrabia Spencer
- przewodniczący Zarządu Handlu: Anthony Mundella
- poczmistrz generalny: Arnold Morley
- przewodniczący Rady Samorządu Lokalnego: Henry Fowler
- kanclerz Księstwa Lancaster: James Bryce
- pierwszy komisarz ds. prac publicznych: George Shaw-Lefevre
- główny sekretarz Irlandii: John Morley
- minister ds. Szkocji: George Trevelyan
- wiceprzewodniczący Komitetu Edukacji: Arthur Acland